# Yan Savitskiy
Yan Anatolyevich Savitskiy (en russe : Ян Анатольевич Савицкий) est un biathlète kazakh, né le 29 avril 1987 à Ridder.

## Carrière
Yan Savitskiy fait ses débuts au niveau international lors de la saison 2006-2007.
Aux Jeux olympiques de Vancouver 2010, son meilleur résultat individuel est une 27e place sur la poursuite.  
Lors des Championnats du monde 2013, il finit onzième de l'individuel et décroche à cette occasion son meilleur résultat en carrière.
Aux Jeux olympiques de Sotchi 2014, il obtient un nouveau top 20 avec sa 20e place sur l'individuel.
C'est aux Championnats du monde 2016, qu'il égale son meilleur résultat dans l'élite avec une onzième place sur l'individuel.
Il finit sa carrière sportive en 2017, où il remporte trois médailles d'or aux Jeux asiatiques, pour dès raisons familiales.

## Palmarès

### Jeux olympiques d'hiver
| Épreuve / Édition              | Individuel | Sprint | Poursuite | Départ en masse | Relais | Relais mixte                     |
| Jeux olympiques 2010 Vancouver | 64e        | 39e    | 27e       | —               | 18e    | Épreuve inexistante à cette date |
| Jeux olympiques 2014 Sotchi    | 20e        | 43e    | 29e       | —               | —      | —                                |

Légende :
- : pas d'épreuve
- — : n'a pas participé à l'épreuve

### Championnats du monde
| Épreuve / Édition             | Individuel | Sprint | Poursuite | Départ en masse | Relais | Relais mixte |
| Mondiaux 2007 Antholz         | 83e        | —      | —         | —               | —      | —            |
| Mondiaux 2008 Östersund       | —          | —      | —         | —               | —      | 17e          |
| Mondiaux 2009 Pyeongchang     | —          | 93e    | —         | —               | 20e    | —            |
| Mondiaux 2011 Khanty-Mansiisk | 81e        | —      | —         | —               | —      | —            |
| Mondiaux 2012 Ruhpolding      | 28e        | 27e    | 36e       | —               | 15e    | 20e          |
| Mondiaux 2013 Nové Město      | 11e        | 46e    | 49e       | —               | 19e    | 17e          |
| Mondiaux 2015 Kontiolahti     | 86e        | 96e    | —         | —               | 17e    | 24e          |
| Mondiaux 2016 Holmenkollen    | 11e        | 40e    | 19e       | 29e             | 20e    | 15e          |
| Mondiaux 2017 Hochfilzen      | 33e        | 24e    | 33e       | —               | 14e    | 11e          |

Légende :
- — : non disputée par Savitskiy

### Coupe du monde
- Meilleur classement général : 51e en 2016.
- Meilleur résultat individuel : 11e.

Mis à jour le 12 février 2017

#### Différents classements en Coupe du monde
| Année     | Classement général final | Sprint | Poursuite | Individuel | Mass start |
| 2009-2010 | 94e                      | 93e    | 65e       | -          | -          |
| 2010-2011 | 90e                      | 77e    | -         | -          | -          |
| 2011-2012 | 70e                      | 78e    | 85e       | 45e        | -          |
| 2012-2013 | 52e                      | 53e    | 62e       | 22e        | -          |
| 2013-2014 | 77e                      | 69e    | 72e       | -          | -          |
| 2014-2015 | 64e                      | 64e    | 55e       | -          | -          |
| 2015-2016 | 51e                      | 59e    | 55e       | 24e        | 48e        |
| 2016-2017 | 67e                      | 65e    | 63e       | 54e        | -          |

### Jeux asiatiques
- Médaille d'or en relais en 2011.
- Médaille d'or en sprint, mass start et relais mixte en 2017.
- Médaille d'argent de la poursuite en 2017.